# Castell de Sant Ferran d'Alacant
El castell de Sant Ferran d'Alacant (l'Alacantí, País Valencià) és una fortalesa construïda sobre el Tossal en el transcurs de la Guerra del Francés, entre els anys 1808 i 1810. El nom de Sant Ferran fou posat en honor de Ferran VII.

## Història

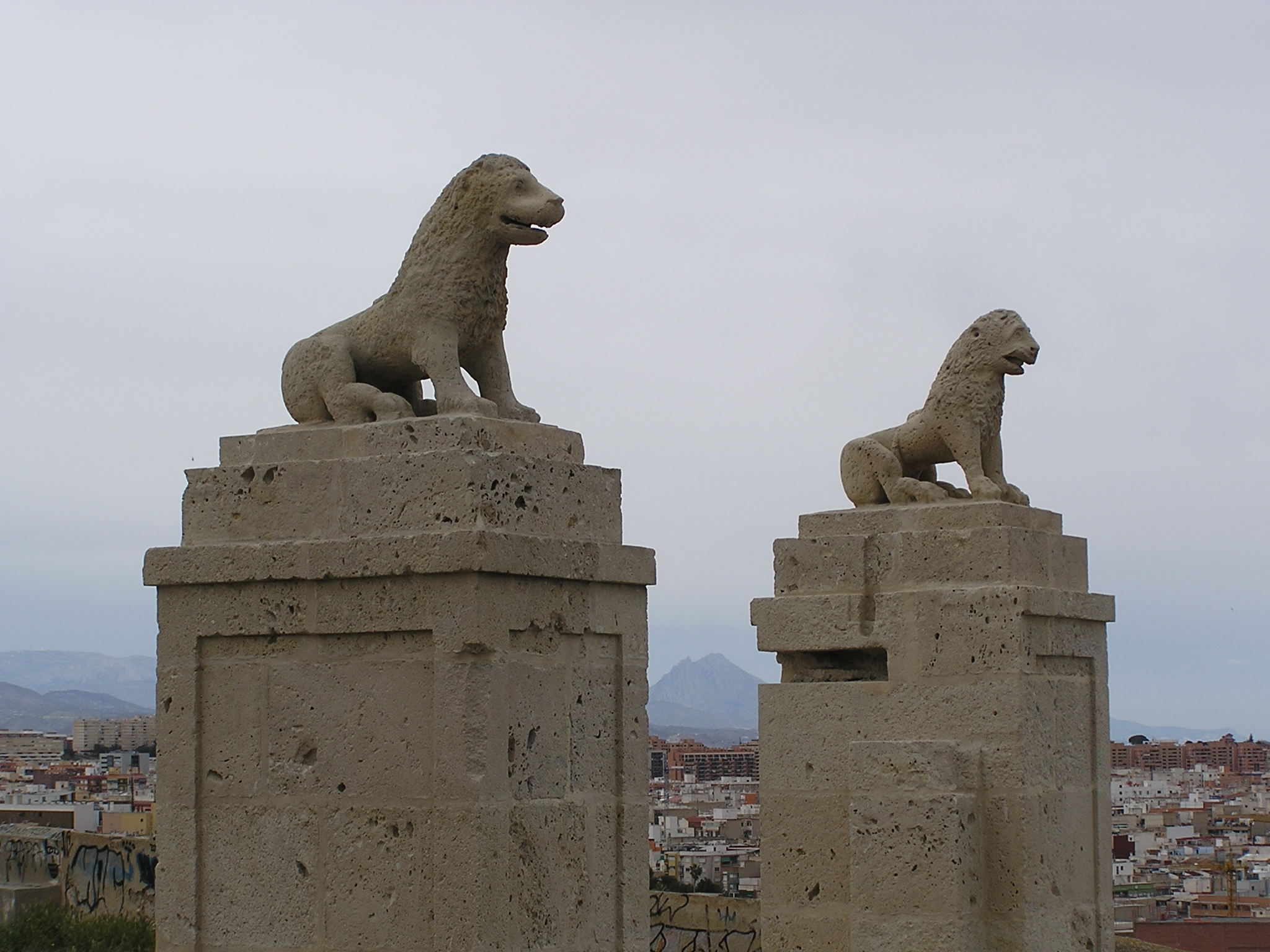
Lleons del castell de Sant Ferran

El castell es construí amb el propòsit de servir com a presó i per reforçar les possibilitats de defensa del castell de Santa Bàrbara. No obstant això, no es va arribar a estrenar, perquè a Alacant no hi va haver cap ocupació francesa efectiva, això sí, per poc, ja que el general francés Louis-Pierre Montbrun va bombardejar la ciutat el 16 de gener de 1812 des de la zona de l'Altossano (prop de l'església dels Àngels). Segons sembla, l'atac fou un avenç de l'atac real que pretenia efectuar per a la presa de la ciutat, fet que no arribà a passar perquè el general i les seues tropes hagueren d'anar-se'n el mateix dia cap a França, reclamades per a la invasió de Rússia.
Fou una obra construïda ràpidament i malament, perquè en poc temps començà a mostrar deficiències, a més de ser militarment inútil a la vegada que costosa. Junt a l'accés al castell es troba el malmés Monument als Herois Alacantins de la Independència.
Durant un temps el castell de Sant Ferran presentava un estat d'abandó que va provocar les queixes de molts alacantins, el lloc es convertí en un lloc brut i insegur. El 1912 fou adquirit per l'ajuntament d'Alacant. S'hi construí un parc temàtic sobre el Tossal, el qual va resultar desastrós (en provocar moviments de terres en la vessant del turó) i va haver-se de desmantellar per a construir el parc actual. A les vessants del turó s'han realitzat diversos equipaments per a la ciutat, com ara la ciutat esportiva d'Alacant, el conservatori de música, l'institut 8 de març, l'IES Jorge Juan i el Parc Ruiz de Alda que conserva l'estàtua del Doctor Rico, obra de Daniel Bañuls. En l'accés al castell des del barri de Sant Ferran es trobava una altra escultura, el bust d'Heliòfil, obra de Samper. Després de la Guerra Civil fou desmuntat i s'ignora on va anar a parar.

## Descripció

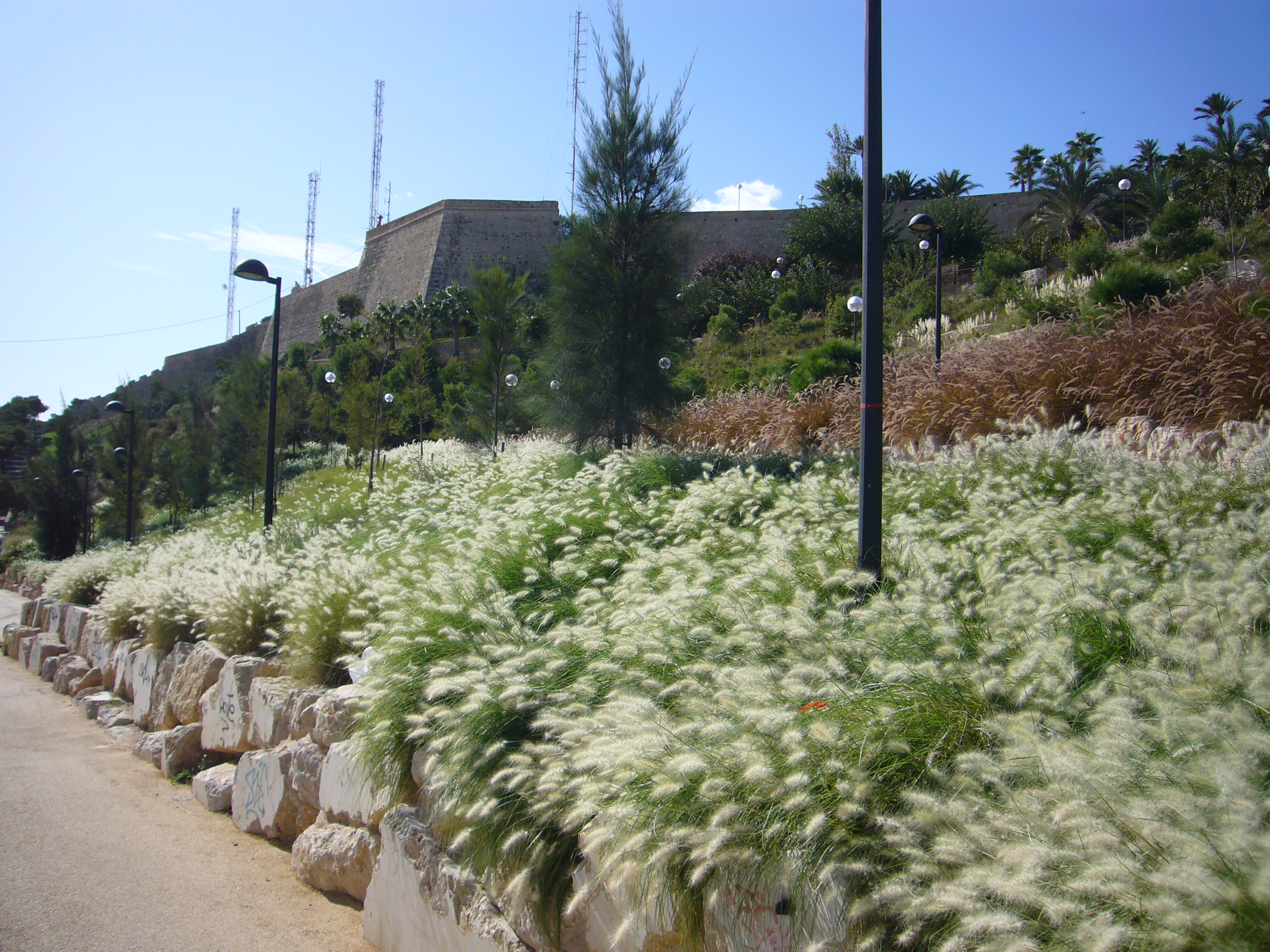
Vista parcial del castell de Sant Ferran

El traçat de la fortalesa és irregular, ja que s'adapta a la topografia del terreny sobre el qual s'ubica. Consta d'un baluard poligonal geomètric en el front septentrional i un altre redó troncocònic en el seu extrem sud-oest (de 20,5 m.) els dos estaven units per murs cortina de traçat trencat. A més consta de dos mitjos baluards i un altre més petit, situats en els vessants més desprotegits del turó. En eixa zona només es construí un fossat, ja que en la resta el castell quedava protegit per unes roques més escarpades. També s'hi construïren, sota tot el seu terraplè, voltes a prova del foc d'artilleria i una cisterna. Al seu interior albergava les dependències per a l'allotjament de les tropes. Al castell s'accedia mitjançant una rampa en zig-zag. A la porta d'accés principal s'alçaren dos pilons coronats per dues figures de lleons en pedra, els quals possiblement no corresponguen a l'obra primitiva.